# Ère Kyōroku
L'ère Kyōroku (享禄) est une des  ères du Japon (年号, nengō, lit. « nom de l'année ») après l'ère Daiei et avant l'ère Tenbun. Cette ère couvre la période allant du mois d'août 1528 au mois de juillet 1532. L'empereur régnant est Go-Nara-tennō (後奈良天皇).

## Changement d'ère
- 1528 Kyōroku gannen (享禄元年?) : Le nom de l'ère est changé pour marquer le couronnement de l'empereur Go-Nara. La nouvelle ère est décrétée le 20e jour du 8e mois de Daiei 8. Néanmoins Go-Nara est déjà empereur depuis deux ans à la suite de la mort de l'empereur Go-Kashiwabara le 9 juin 1526 et n'est officiellement couronné qu'en 1536. Cette nengō tient son nom du I Ching : Celui qui siège sur le trône impérial reçoit la faveur du ciel (居天位享天禄).

## Événements de l'ère Kyōroku
- 1528 (Kyōroku 1) : L'ancien régent kampaku Konoe Tanye devient sadaijin. L'ancien naidaijin, Minamoto-no Mitsikoto, devient udaijin. L'ancien dainagon Kiusho Tanemitsi devient naidaijin[3].
- 1530 (Kyōroku 3, 7e mois) : L'ancien régent kampaku Kiyusho Hisatsune meurt à l'âge de 63 ans[3].
- Odai no Kata, mère de Ieyasu Tokugawa : Kyōroku Gannen (1528) -  morte ère Keichō 7 (1602) ;
- Kenshin Uesugi, général : Kyōroku 3, 1er mois, 21e jour soit 18 février 1530 - mort ère Tenshō 6 (1578).